# Ross Levine
Ross Levine (* 16. April 1960 in New York City, New York) ist ein US-amerikanischer Wirtschaftswissenschaftler und Professor an der University of California, Berkeley.
Seine Arbeitsschwerpunkte sind das internationale Finanzwesen, Regulation des Finanzwesens und wirtschaftliche Entwicklung. Levine ist Berater mehrerer Nationalbanken, der Weltbank und des Internationalen Währungsfonds.

## Leben
Levine erwarb 1982 einen Master an der Cornell University, Ithaca und 1987 einen Ph.D. in Wirtschaftswissenschaften an der University of California, Los Angeles. Seine erste Professur erhielt er 1997 an der University of Virginia in Charlottesville. Es folgten Professuren an der University of Minnesota, Minneapolis (1999), der Brown University in Providence (2005) und der University of California, Berkeley (2012).